# Bakkafrost
P/F Bakkafrost ist einer der größten fischverarbeitenden Betriebe der Färöer-Inseln. Wesentlicher Geschäftszweig ist der Betrieb von Lachsfarmen nebst Verarbeitung und Verkauf von Lachs. 2015 war Bakkafrost der weltweit zehntgrößte Lachsproduzent. Das Unternehmen wird an der Osloer Börse im OBSFX Seafood Index notiert.

## Geschichte
Bakkafrost wurde 1968 von den beiden Brüdern Hans and Róland Jacobsen gegründet. 1971 stieg ihr Bruder Martin Jakobsen als Mitinhaber in die Firma ein. Anfangs konzentrierte sich das Firmengeschäft auf das Marinieren und Verpacken von Heringsfilets. Seit 1979 betreibt das Unternehmen Aquakulturen. In den folgenden Jahren stellte sich Bakkafrost zunehmend breiter auf. 2010 fusionierte Bakkafrost mit Vestlax, 2011 übernahm man mit P/f Havsbrún einen großen Produzenten von Fischereiprodukten.

## Positionierungen
- Im Jahr 2016 betonte Bakkafrost, dass das Unternehmen in keiner Weise mit dem traditionellen färöischen Grindwalfang – dem Grindadráp – assoziiert sei. Weder würden Boote oder sonstige Ausrüstung hierfür zur Verfügung gestellt, noch sei es Mitarbeitern gestattet, während ihrer Arbeitszeit am Grindwalfang teilzunehmen.[5]

## Engagements

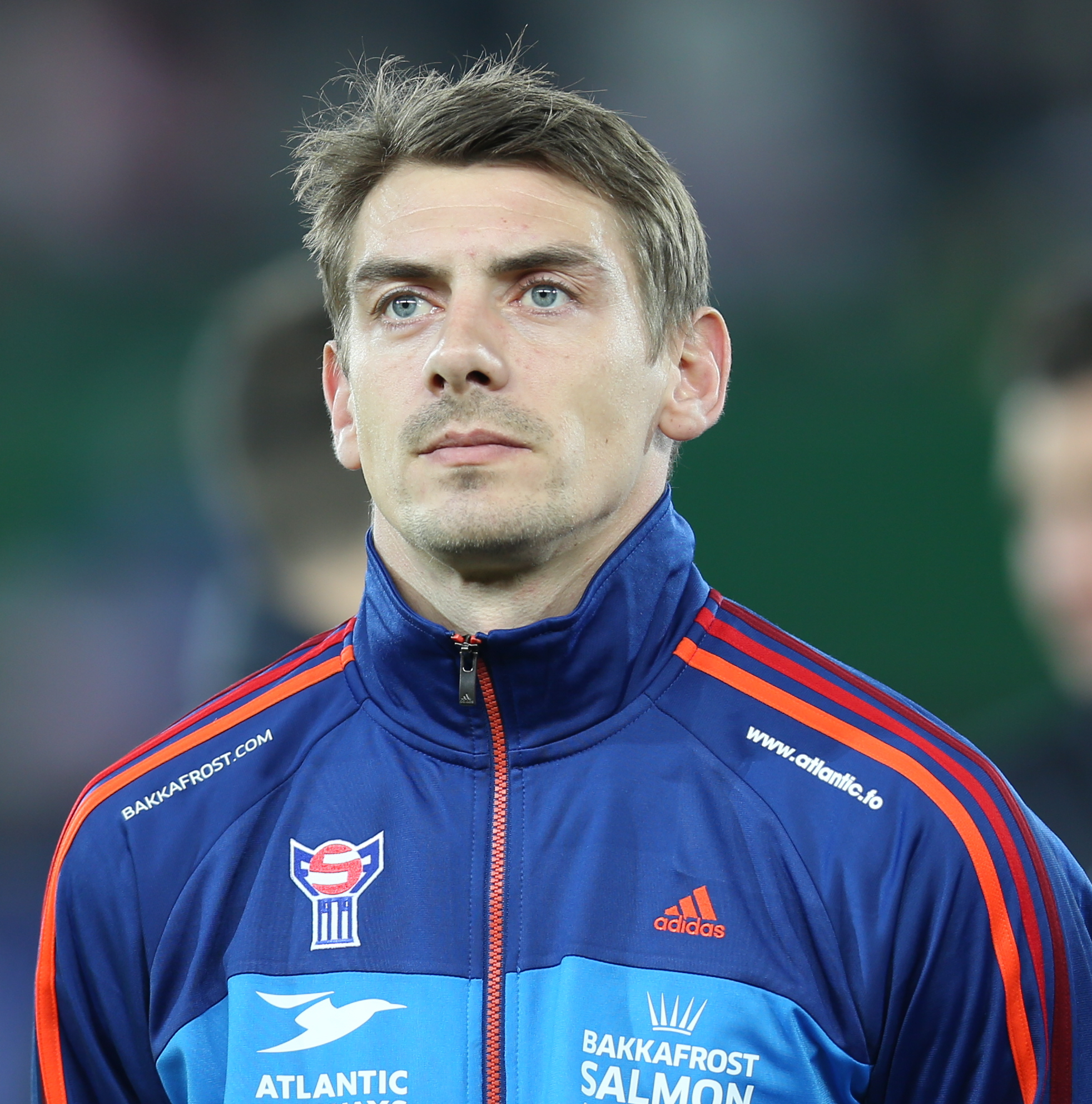
Bakkafrost-Logo auf dem Trikot von Fróði Benjaminsen

Bakkafrost ist einer der Hauptsponsoren des Fußballverbandes der Färöer-Inseln und der färöischen Fußballnationalmannschaft.